# Mac Mall Presents the Mallennium Volume 1
Albums de Mac Mall
Illegal Business? 2000
(1999) Immaculate
(2001)
Mac Mall Presents the Mallennium Volume 1 est une compilation de Mac Mall, sortie le 23 mars 1999.
En 1999, Mac Mall fonde son propre label discographique, Sesed Out Records, et publie aussitôt cet album sur lequel il met en vedette un certain nombre d'artistes qui, d'après lui, marqueront l'année 2000.

## Liste des titres
| No  | Titre                                                                                       | Durée |
| --- | ------------------------------------------------------------------------------------------- | ----- |
| 1.  | Intro to the Mallenium (featuring Diana Dawn)                                               | 1:26  |
| 2.  | Life at an Altitude (Interprété par Treacherous Tic)                                        | 4:08  |
| 3.  | Pop My Pee's (Interprété par Magic Mike featuring Mac Mall)                                 | 4:10  |
| 4.  | Mi Vida Loca (Interprété par Bullet Proof Souls)                                            | 4:11  |
| 5.  | Sumthin' (Interprété par Frekzanatcha)                                                      | 4:01  |
| 6.  | Art of War (Interprété par JT the Bigga Figga featuring Tha Gamblaz et Razor the Desperado) | 4:42  |
| 7.  | The Day the World Ended (Interprété par Ray Luv)                                            | 3:58  |
| 8.  | Mack.A.Frama.Lama (Interprété par Mopreme)                                                  | 3:32  |
| 9.  | Regime Life (Interprété par Mac Mall featuring Ray Luv, Yukmouth et The Regime)             | 3:30  |
| 10. | A Better Way (Interprété Ant Dog et Melo)                                                   | 4:12  |
| 11. | R.I.C.O. (Interprété par Mac Mall)                                                          | 4:35  |
| 12. | You Don't Want No Funk (Interprété par Kinece Senegal)                                      | 3:56  |
| 13. | Girlfriend (Interprété par Shima)                                                           | 3:33  |
| 14. | Always Down for Me (Interprété par Premiere)                                                | 4:03  |
| 15. | Real Friends (Interprété par Eklypse featuring Do Right)                                    | 3:54  |
| 16. | My Heart Was a Ghetto (Interprété par Baby Jaymes featuring The Soulfulistics)              | 2:39  |
| 17. | I Don't Mind (Interprété par Staci featuring Adrian)                                        | 3:29  |
| 18. | Dope Game (Interprété par Dwayne Wiggins featuring Mac Mall)                                | 4:19  |
| 19. | One More from Khayree (Interprété par Khayree)                                              | 1:42  |